# Mistrzostwa Świata Wojskowych w Zapasach 1988
Mistrzostwa Świata Wojskowych w zapasach w 1988 rozgrywane były w Palermo

## Rezultaty

### Mężczyźni

#### Styl wolny
| Konkurencja         | Złoto              | Srebro                | Brąz                |
| Kategoria do 48 kg  | Eric Wetzel        | Samir Salah Al Obaidi | Pietro Crisci       |
| Kategoria do 52 kg  | Reiner Heugabel    | Fayadh Minati         | Jeff Mallett        |
| Kategoria do 57 kg  | Lucas Kuhner       | Carl Stanley          | Marwan Suhail Aboud |
| Kategoria do 62 kg  | Didier Vidal       | Günter Laier          | Ken Popelka         |
| Kategoria do 68 kg  | Georg Schwabenland | Francesco Fasone      | Doug House          |
| Kategoria do 74 kg  | Chailub Mutthem    | Markus Pittner        | Hans Schmitz        |
| Kategoria do 82 kg  | Mohammed Jabouri   | Dietmar Streitler     | Steve Klock         |
| Kategoria do 90 kg  | Tod Giles          | Edwin Lins            | Reinhold Hezel      |
| Kategoria do 100 kg | Larock Benford     | Dominik Hirschland    | Ayub Akhtar         |
| Kategoria do 130 kg | Craig Pittman      | Alexander Neumüller   | Farhan Mohammed     |

#### Styl klasyczny
(Brak danych)
- 62 kg - 1m Peter Behl
- 74 kg - 2m Walter Berger
- 90 kg - 3m Reinhold Hezel
- 100 kg - 3m Manfred Haas
- 130 kg - 1m Raymund Edfelder [1].